# Gießhübl
Gießhübl est une commune autrichienne du district de Mödling en Basse-Autriche.